# Micoremediació

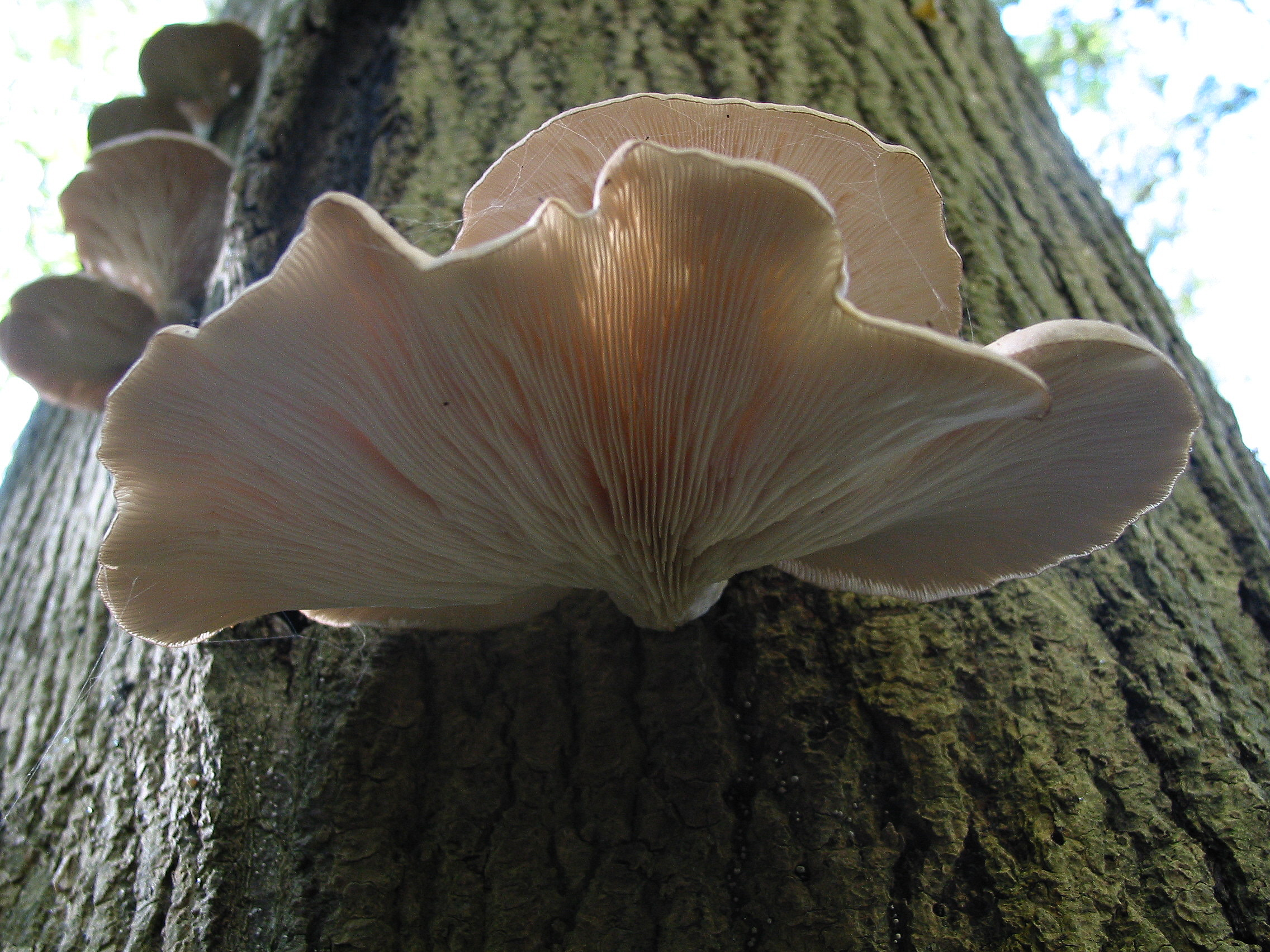
Auriana

La micoremediació (neologisme grecollatí del grec antic μύκης mukēs que significa "fong" i el sufix llatí -remedium, que significa "remei" o "restabliment de l'equilibri") és una forma de bioremediació en la qual s'utilitzen mètodes de remediació basats en fongs per descontaminar el medi ambient.
S'ha demostrat que els fongs són una manera barata, eficaç i ambientalment racional d'eliminar una àmplia gamma de contaminants d'entorns danyats o d'aigües residuals. Aquests contaminants inclouen metalls pesants, contaminants orgànics, tints tèxtils, productes químics i aigües residuals per a l'adobament de cuir, combustibles derivats del petroli, hidrocarburs aromàtics policíclics, productes farmacèutics i per a la cura personal, pesticides i herbicides en ambients terrestres, aigües dolces i marins.
Els subproductes de la remediació poden ser materials valuosos, com ara enzims (com la lacassa), or, o bolets comestibles o medicinals, fent que el procés de remediació sigui encara més rendible.
Alguns fongs són útils en la biodegradació de contaminants en entorns extremadament freds o radioactius on els mètodes tradicionals de remediació resulten massa costosos o són inutilitzables a causa de les condicions extremes.
La micoremediació fins i tot es pot utilitzar per a la gestió de boscos incendiats amb el mètode d'encapsulació. Aquest procés consisteix a utilitzar espores de fongs recobertes d'agarosa en forma de pellets. Aquest pellet s'introdueix en un substrat del bosc cremat, trencant les toxines del medi ambient i estimulant el creixement.

## Contaminants
Els fongs, gràcies als seus enzims inespecífics, són capaços de descompondre molts tipus de substàncies, com ara productes farmacèutics i fragàncies que normalment són recalcitrants a la degradació dels bacteris, com el paracetamol (també conegut com acetaminofè). Per exemple, utilitzant Mucor hiemalis la descomposició de productes tòxics en el tractament tradicional de l'aigua, com ara fenols i pigments d'aigües residuals de destil·leries de vi, agents de contrast de raigs X i ingredients de productes de cura personal, es pot descompondre d'una manera no tòxica.
La micoremediació és un mètode de reparació barat comparat amb altres usats habitualment, i normalment no requereix equips cars. Per aquest motiu, s'utilitza sovint en aplicacions a petita escala, com ara la micofiltració d'aigües residuals domèstiques i la filtració d'efluents industrials.
Segons un estudi del 2015, la micoremediació fins i tot pot ajudar amb la biodegradació del sòl d'hidrocarburs aromàtics policíclics (PAH). Els sòls amarats amb creosota contenen altes concentracions de PAH i per aturar-ne la propagació la micoremediació ha demostrat ser l'estratègia més reeixida.

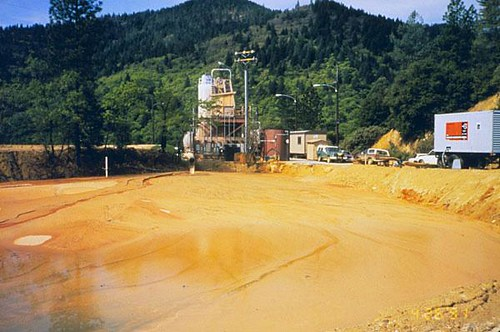
Drenatge àcid d'una mina d'una mina de sulfur metàl·lic

### Metalls
La contaminació per metalls és molt freqüent, ja que s'utilitzen en molts processos industrials com ara galvanoplastia, tèxtils, pintura i cuir. Les aigües residuals d'aquestes indústries s'utilitzen sovint amb finalitats agrícoles, de manera que, a més del dany immediat a l'ecosistema on s'aboquen, els metalls poden entrar a criatures llunyanes i humans a través de la cadena alimentària. La micoremediació és una de les solucions més econòmiques, efectives i respectuoses amb el medi ambient a aquest problema.
Molts fongs són hiperacumuladors, per tant són capaços de concentrar les toxines en els seus cossos en fructificació (bolets) per eliminar-los posteriorment. Això sol ser cert per a poblacions que han estat exposades a contaminants durant molt de temps i han desenvolupat una alta tolerància. La hiperacumulació es produeix mitjançant la biosorció a la superfície cel·lular, on els metalls entren al miceli de manera passiva amb molt poca captació intracel·lular.
Diversos fongs, com ara els Pleurotus, Aspergillus, o els Trichoderma, han demostrat ser efectius en l'eliminació de plom, cadmi, níquel, crom, mercuri, arsènic, coure, bor, ferro i zinc en ambients marins, aigües residuals i terrestres.
No tots els individus d'una espècie són efectius de la mateixa manera en l'acumulació de toxines. Els individus se seleccionen d'un entorn més antic contaminat, com ara fangs o aigües residuals, on han tingut temps d'adaptar-se a les circumstàncies, i la selecció es fa al laboratori. Una dilució de l'aigua pot millorar dràsticament la capacitat de biosorció dels fongs.

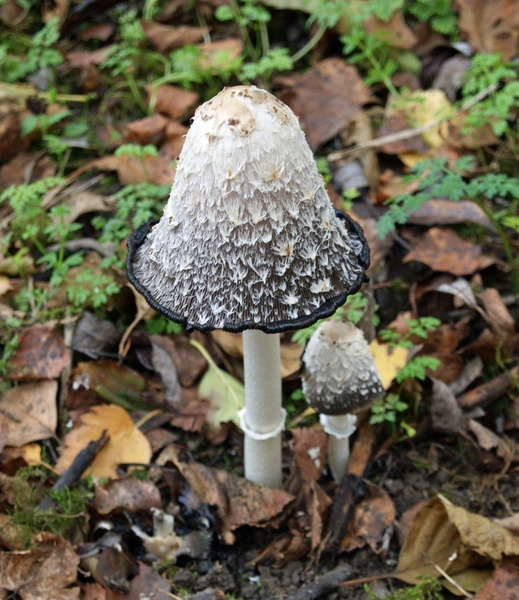
Bolet de tinta

La capacitat de certs fongs per extreure metalls del sòl també pot ser útil amb finalitats bioindicadores, i pot ser un problema quan el bolet és d'una varietat comestible. Per exemple, el bolet pelut de tinta (Coprinus comatus), un bolet comestible comú que es troba a l'hemisferi nord, pot ser un molt bon bioindicador del mercuri. Tanmateix, com que el bolet acumula mercuri al seu cos, pot ser tòxic per al consumidor.
La capacitat d'absorció de metalls dels bolets també s'ha utilitzat per recuperar metalls preciosos del mitjà. Per exemple, el VTT Technical Research Center de Finlàndia va informar d'una recuperació del 80% d'or dels residus electrònics mitjançant tècniques de micofiltració.

### Contaminants orgànics

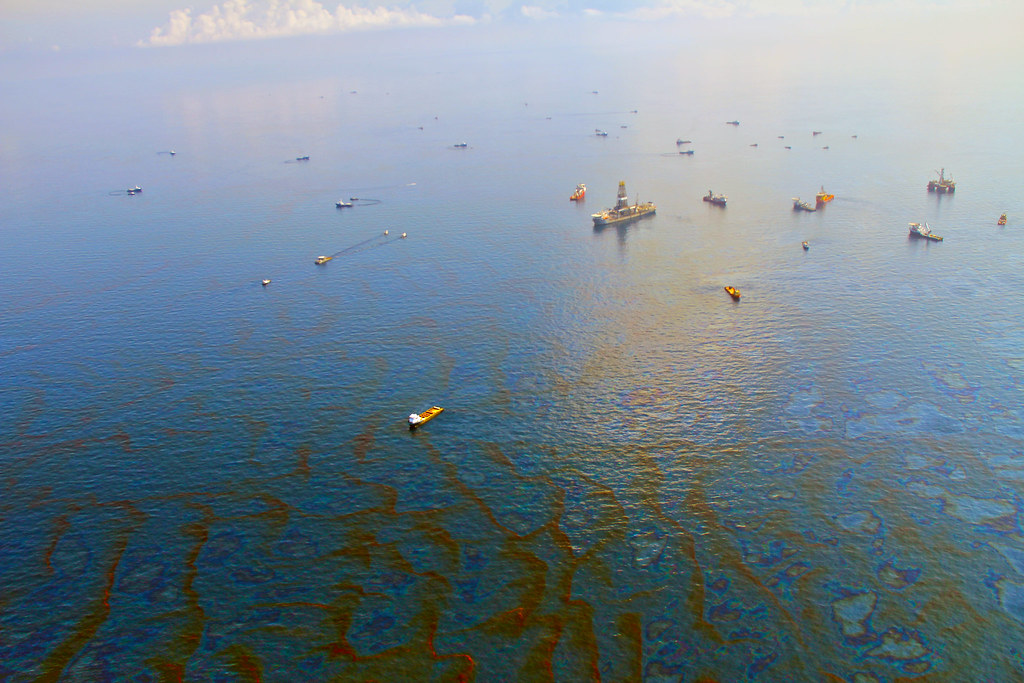
Lloc de vessaments de petroli Deepwater Horizon amb taques de petroli visibles

Els fongs es troben entre els organismes saprotròfics primaris d'un ecosistema, ja que són eficients en la descomposició de la matèria. Els fongs de descomposició de la fusta, especialment la podridura blanca, segreguen enzims extracel·lulars i àcids que descomponen la lignina i la cel·lulosa, els dos components principals de la fibra vegetal. Es tracta de compostos orgànics de cadena llarga (basats en carboni), estructuralment similars a molts contaminants orgànics. Ho aconsegueixen utilitzant una àmplia gamma d'enzims.
En el cas dels hidrocarburs aromàtics policíclics (HAP), compostos orgànics complexos amb anells aromàtics policíclics fusionats, altament estables, els fongs són molt efectius a més dels ambients marins. Els enzims implicats en aquesta degradació són ligninolítics i inclouen la lignina peroxidasa, la peroxidasa versàtil, la peroxidasa de manganès, la lipasa general, la lacasa i de vegades els enzims intracel·lulars, especialment el citocrom P450.
Altres toxines que els fongs poden degradar en compostos inofensius inclouen combustibles de petroli, fenols en aigües residuals, bifenil policlorat (PCB) en sòls contaminats mitjançant Pleurotus ostreatus, poliuretà en condicions aeròbiques i anaeròbies, com com a condicions al fons dels abocadors utilitzant dues espècies del fong equatorià Pestalotiopsis, i més.

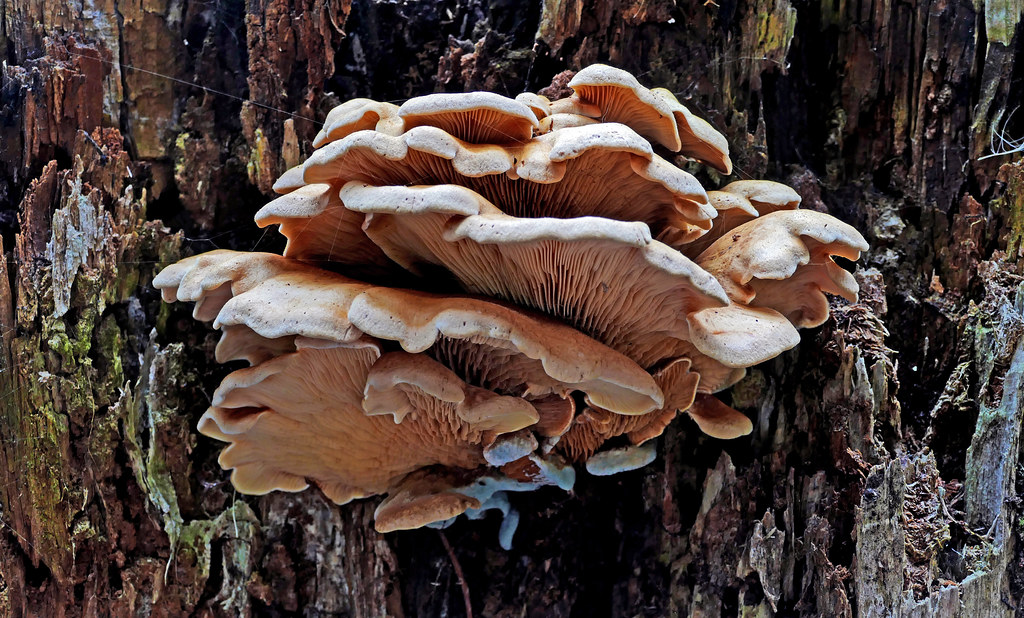
Pleurotus pulmonarius

Els mecanismes de degradació no sempre estan clars, ja que el bolet pot ser un precursor de l'activitat microbiana posterior en lloc d'efectiu individualment en l'eliminació de contaminants.

### Plaguicides
La contaminació per plaguicides o pesticides pot ser a llarg termini i tenir un impacte significatiu en els processos de descomposició i el cicle dels nutrients. Per tant, la seva degradació pot ser costosa i difícil. Els fongs més utilitzats per ajudar a la degradació d'aquestes substàncies són els fongs de podridura blanca que, gràcies als seus enzims ligninolítics extracel·lulars com la lacasa i la peroxidasa de manganès, són capaços de degradar una gran quantitat d'aquests components. Alguns exemples inclouen l'insecticida endosulfà, imazalil, tiofanat metil, ortofenilfenol, difenilamina, clorpirifos en aigües residuals i atrazina en sòls argilosos.

### Tints
Els colorants s'utilitzen en moltes indústries, com la impressió de paper o tèxtil. Sovint són recalcitrants a la degradació i, en alguns casos, com alguns colorants azoics, són cancerígens o tòxics d'alguna altra manera. El mecanisme pel qual els fongs degraden els colorants és a través dels seus enzims ligolítics, especialment lacasa, per tant els bolets de podridura blanca són els més utilitzats.
La micoremediació ha demostrat ser una tecnologia de remediació barata i eficaç per a colorants com el verd malaquita, la nigrosina i la fucsina bàsica amb Aspergillus niger i Phanerochaete chrysosporium i el vermell Congo, un colorant cancerígen recalcitrant als processos biodegradants, blau directe 14 (utilitzant Pleurotus)

## Sinèrgia amb la fitoremediació
La fitoremediació és l'ús de tecnologies vegetals per descontaminar una àrea. La majoria de les plantes poden formar una simbiosi amb fongs, de la qual els dos organismes treuen avantatge. Aquesta relació s'anomena micorriza. Els investigadors han trobat que les micorrizes milloren la fitorremediació. Les micorrizes tenen una relació simbiòtica amb les arrels de les plantes i ajuden a absorbir la nutrició i els residus del sòl com els metalls pesants biodisponibles a la rizosfera. L'eliminació dels contaminants del sòl per les micorrizes s'anomena micorizorremediació. 
Els fongs micorrízics, especialment els fongs micorrízics arbusculars (anomenats AMF de l'anglès arbuscular mycorrhizal fungi) poden millorar molt la capacitat de fitorremediació d'algunes plantes. Això es deu sobretot a l'estrès que pateixen les plantes perquè els contaminants es redueixen molt en presència d'AMF, de manera que poden créixer més i produir més biomassa.
Els fongs també proporcionen més nutrició, especialment fòsfor, i promouen la salut general de les plantes. La ràpida expansió del miceli també pot estendre molt la zona d'influència de la rizosfera (hifosfera) proporcionant a la planta accés a més nutrients i contaminants. Augmentar la salut general de la rizosfera també significa un augment de la població de bacteris, que també pot contribuir al procés de bioremediació.
Aquesta relació s'ha demostrat útil amb molts contaminants, com Rhizophagus intraradices i Robinia pseudoacacia en sòls contaminats amb plom, Rhizophagus intraradices amb Glomus versiforme inoculat a l'herba vetiver per eliminar el plom, AMF i Calendula officinalis en cadmi i plom contaminats. el sòl, i en general va ser eficaç per augmentar la capacitat de bioremediació de les plantes de metalls, combustibles derivats del petroli, i PAHs. A les zones humides, l'AMF promou molt la biodegradació de contaminants orgànics com el benzè, metil terc-butil èter i l'amoníac de les aigües subterrànies quan s'inoculen a Phragmites australis.

## Viabilitat en entorns extrems
Les espècies de fongs antàrtics com Metschnikowia sp., Cryptococcus gilvescens, Cryptococcus victoriae, Pichia caribbica i Leucosporidium creatinivorum poden suportar el fred extrem i proporcionar una biodegradació eficient dels contaminants.
A causa de la naturalesa dels entorns més freds i remots com l'Antàrtida, els mètodes habituals de remediació de contaminants, com ara l'eliminació física dels mitjans contaminats, poden resultar costosos. La majoria de les espècies de fongs antàrtics psicròfils són resistents a la disminució dels nivells de producció d'ATP (adenosina trifosfat) que causa una reducció de la disponibilitat d'energia, disminució dels nivells d'oxigen a causa de la baixa permeabilitat del sòl congelat i la interrupció del transport de nutrients causada pels cicles de congelació-descongelació. Aquestes espècies de fongs són capaços d'assimilar i degradar compostos com els fenols, n-hexadecà, toluè i hidrocarburs aromàtics policíclics en aquestes dures condicions. Aquests compostos es troben en el petroli cru i el petroli refinat.
Algunes espècies de fongs, com el Rhodotorula taiwanensis, són resistents al pH extremadament baix (àcid) i al medi radioactiu que es troben als residus radioactius i poden créixer amb èxit en aquestes condicions, a diferència de la majoria d'altres organismes. També poden prosperar en presència d'elevades concentracions de mercuri i crom.
Fongs com el Rhodotorula taiwanensis es poden utilitzar possiblement en la bioremediació de residus radioactius a causa del seu baix pH i propietats resistents a la radiació. Algunes espècies de fongs són capaços d'absorbir i retenir radionúclids com ara 137 Cs, 121 Sr, 152 Eu, 239 Pu i 241Am. De fet, les parets cel·lulars d'algunes espècies de fongs morts es poden utilitzar com a filtre que pot adsorbir metalls pesants i radionúclids presents en els efluents industrials, evitant que s'alliberin al medi.
Pel que fa al cesi, un dels subproductes de l'activitat radioactiva, s'ha informat de diverses espècies que el poden descompondre efectivament, i que han tingut un especial desenvolupament espontani al lloc de l'desastre nuclear de Txernòbil.